# Fotocamera compatta

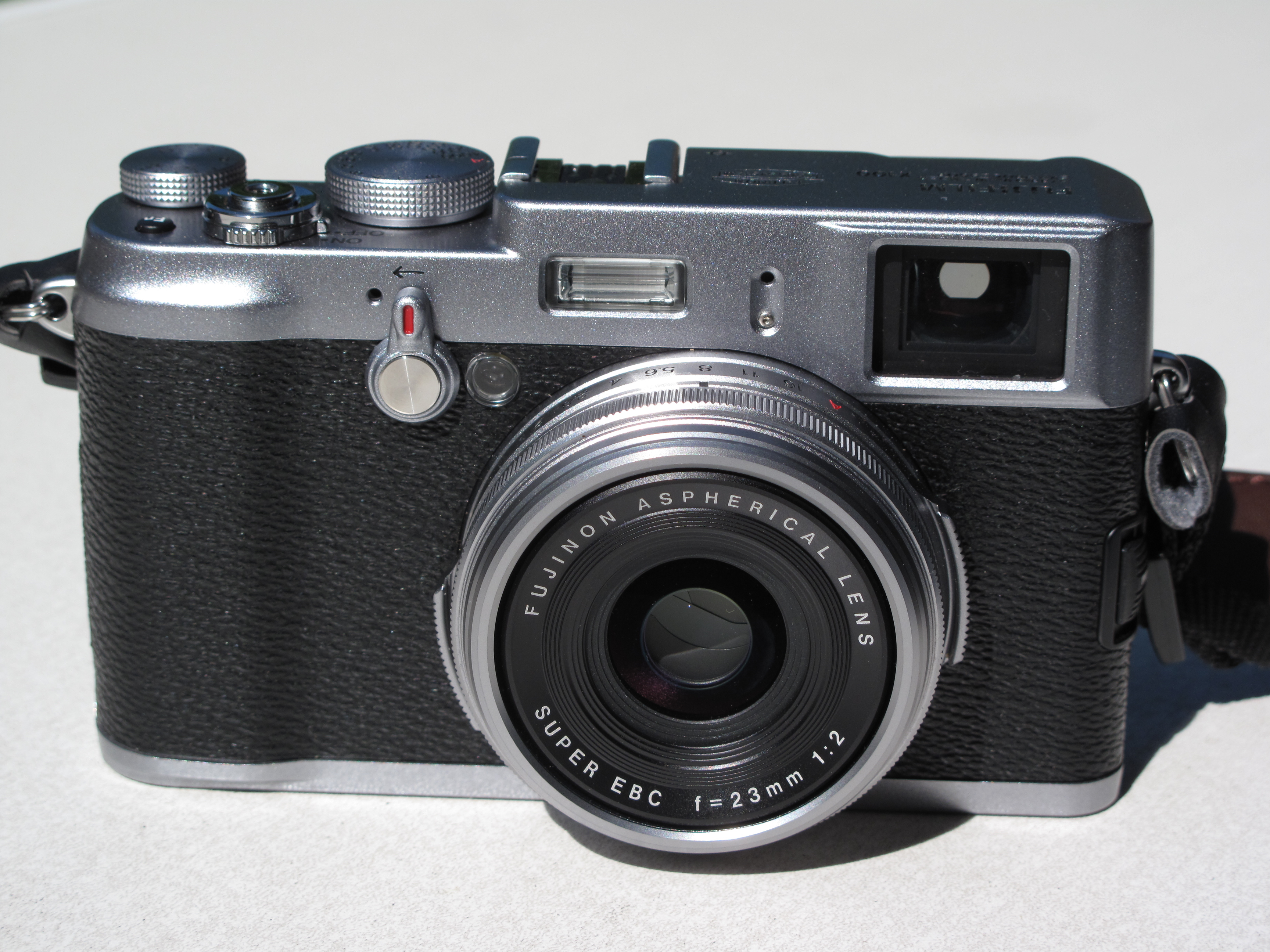
Fotocamera compatta

La fotocamera compatta (in inglese compact camera, "fotocamera in un unico pezzo") è una fotocamera solitamente di dimensioni ridotte, ma completa di tutto ciò che può servire per fare le fotografie (più o meno) in ogni condizione; quindi, è spesso a sistema chiuso senza modularità, con un'ottica fissa non intercambiabile (anche zoom), flash e mirino incorporati, più tutta una discreta dotazione accessoria, fatta di custodie, tracolle varie, tappi obiettivo, lenti per modifica ottica a tele e/o a grandangolo, ecc. in un unico pacchetto, per facilitare la portabilità e l'utilizzo in ogni situazione di viaggi, turismo, ecc.
In base all'epoca, la dimensione effettiva delle fotocamere compatte è cambiata abbastanza, seguendo anche i vari formati di pellicola e sensori digitali; passando quindi dalle folding di medio formato a inizio Novecento, a quelle di piccolo formato dei due ultimi terzi del secolo, e fino alle digitali quasi tascabili del nuovo millennio. 

## Caratteristiche

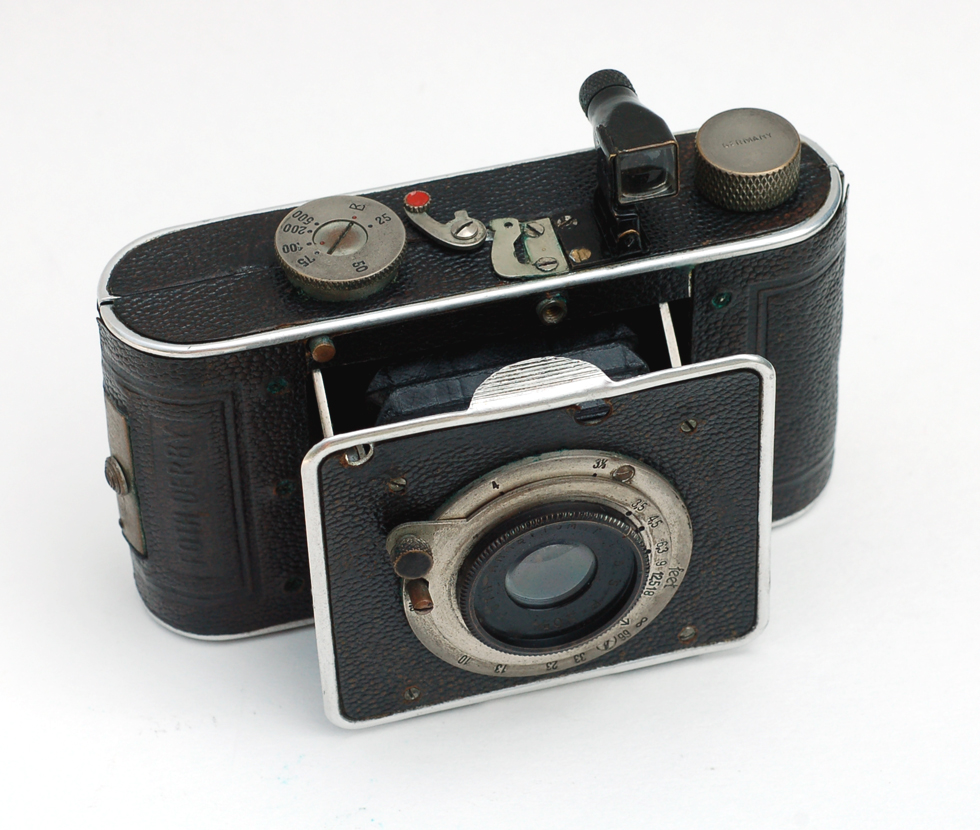
Foth Derby

Il termine compact è inteso quindi come fotocamere "in un blocco unico compatto" e/o "in un unico sistema", anche se la traduzione potrebbe condurre a "piccola", "stretta", "in miniatura", eccetera. Per assurdo, anche le reflex biottica (TLR) come la Yashica Mat-124 e le varie Rolleiflex, che scattano foto professionali in formato 6×6 e che difficilmente si possono sistemare in una tasca, vengono considerate fotocamere compatte; nonostante siano in effetti più modulabili di altre, e però senza il flash incorporato.
Un ottimo esempio di compatta è la Fuji X100 è digitale con flash, mirino e ottica fissa da ~ 35 mm eq, come la Leica Q e la Sony RX1, che sono anche pià grandi, ma lo sono anche tutte le bridge in commercio (di solito con super-zoom ingombranti), e tutti i vari modelli più o meno performanti o apprezzati, con queste caratteristiche.

### Tascabili
Le vere fotocamere "tascabili" invece, si distinguono per le effettive piccole dimensioni che consentono di metterle letteralmente in tasca: vere e proprie microcamere palmari e tascabili (come oggi le abbiamo nei telefoni cellulari), anche se spesso la maggior parte di questi apparecchi non permette le regolazioni manuali, come la messa a fuoco o l'esposizione, e a volte mancano gli automatismi più complessi e completi (priorità dei diaframmi o dei tempi) tipici delle fotocamere professionali, e dove la caratteristica principale è la semplice modalità "inquadra e scatta". Infatti, queste caratteristiche, che potrebbero rappresentare dei seri limiti per il fotografo professionista o per il fotoamatore evoluto, sono valutabili come vantaggi per l'utente "comune", le cui esigenze minimali necessitano di una fotocamera col minimo ingombro e di facile utilizzo. Non a caso, le pratiche "compatte tascabili" sono le fotocamere più acquistate e diffuse, grazie anche al prezzo generalmente contenuto; ma esistono tuttavia dei modelli di fascia alta, più costosi e di qualità superiore, come ad esempio la Sony RX100 e altre. 

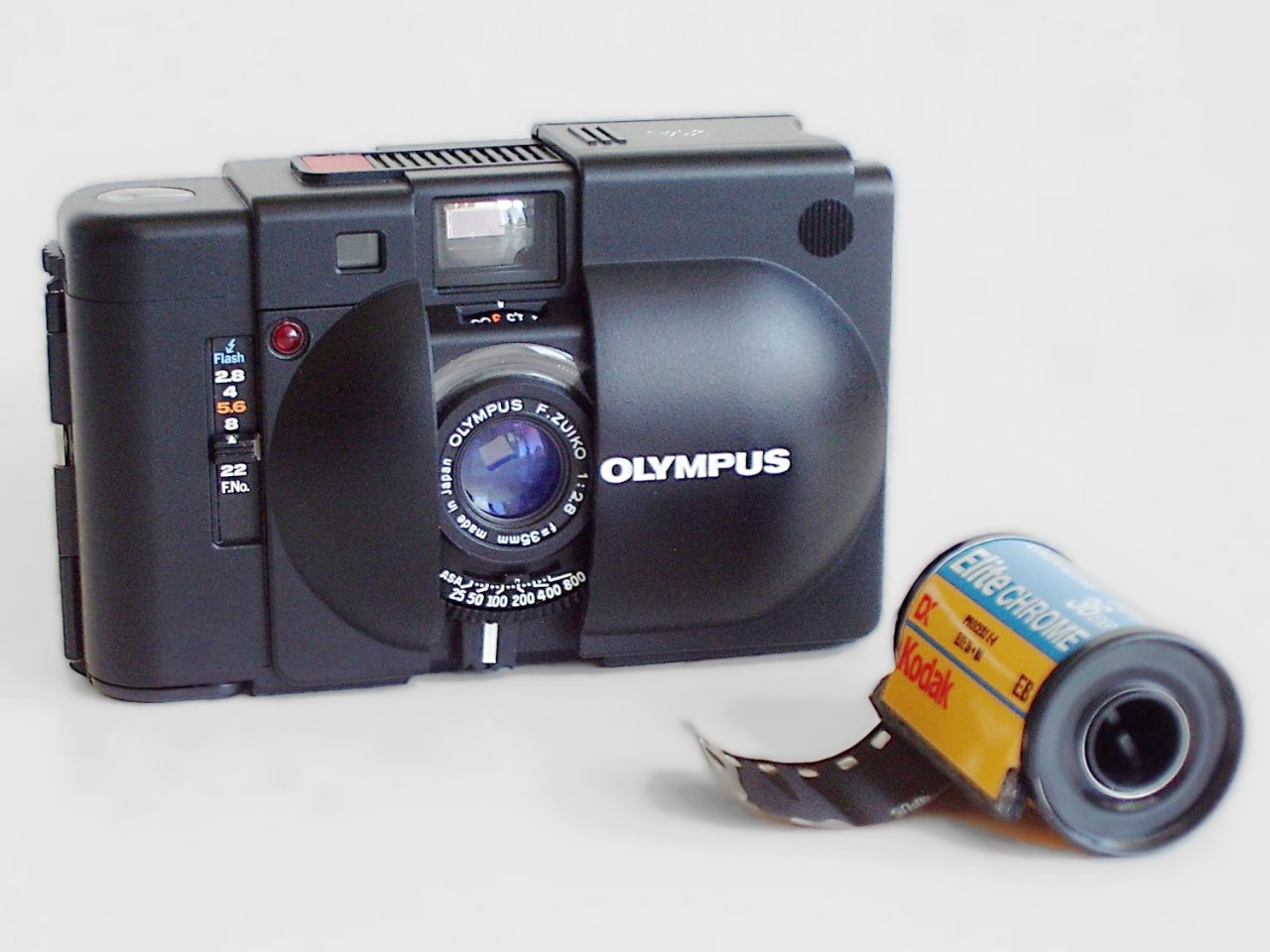
Olympus XA, compatta 35mm con telemetro ed esposizione a priorità di diaframmi
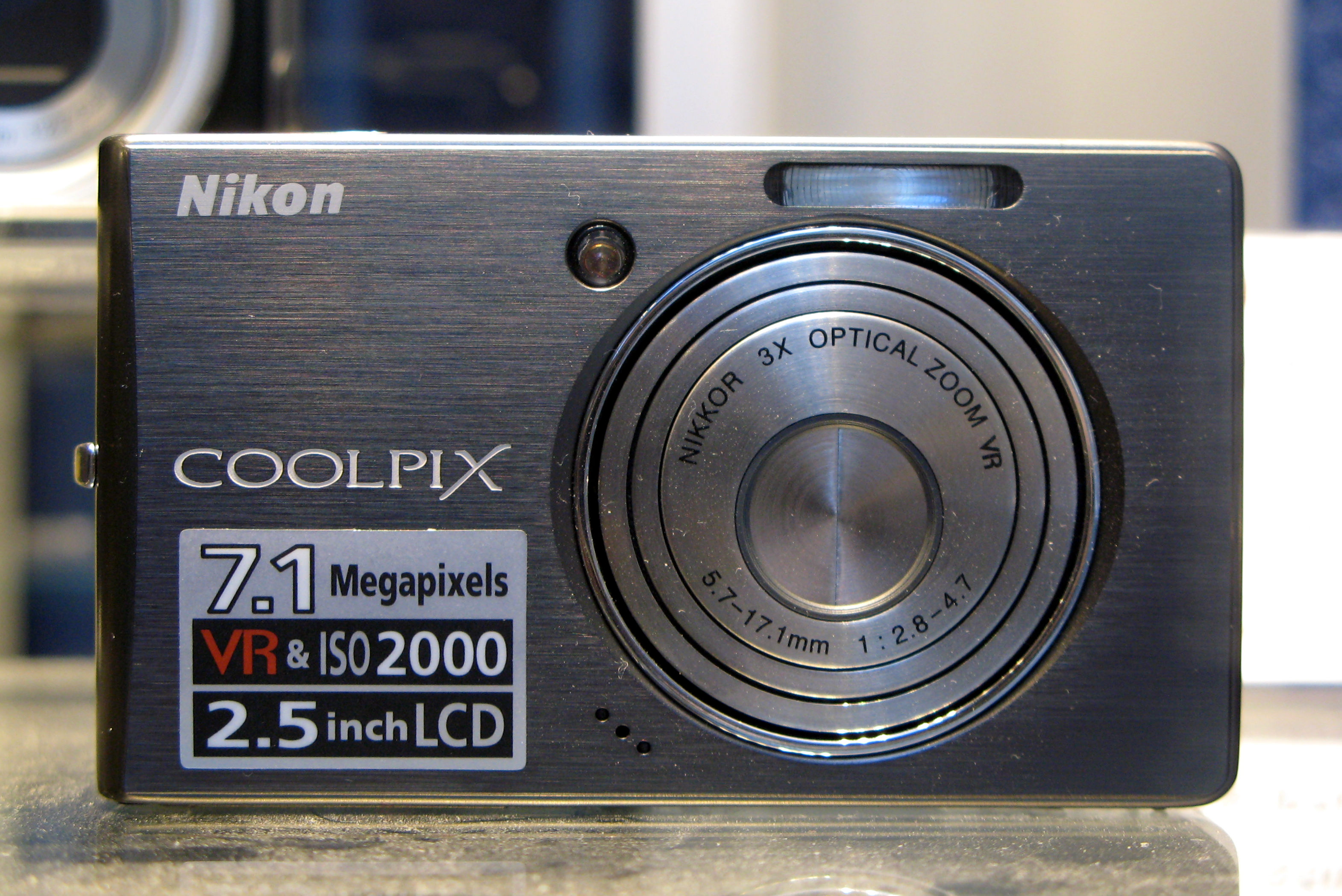
Una compatta digitale diffusa: serie Nikon Coolpix
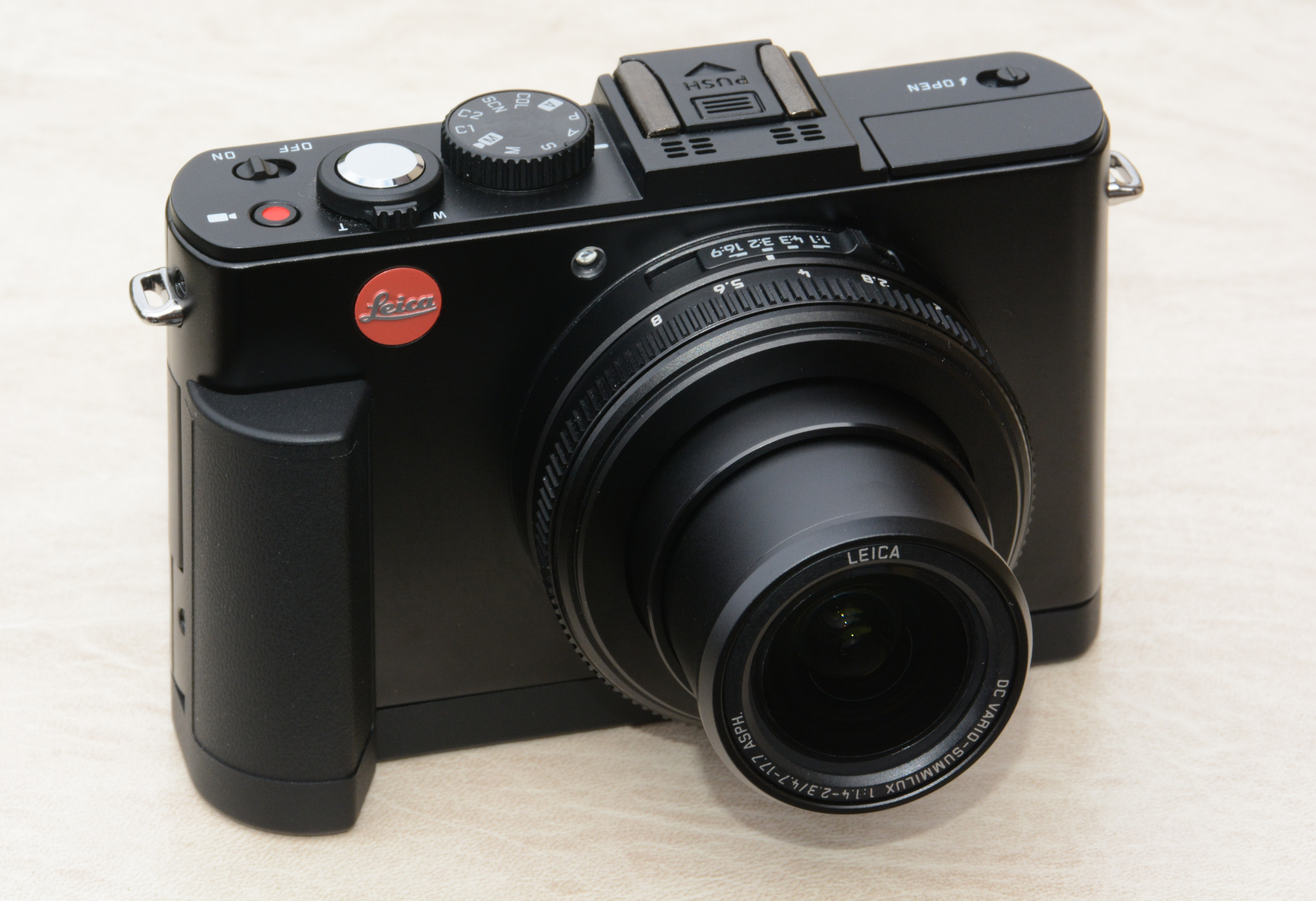
Compatta digitale evoluta con esposizione secondo differenti modalità e supporto al formato raw: Leica D-Lux 6
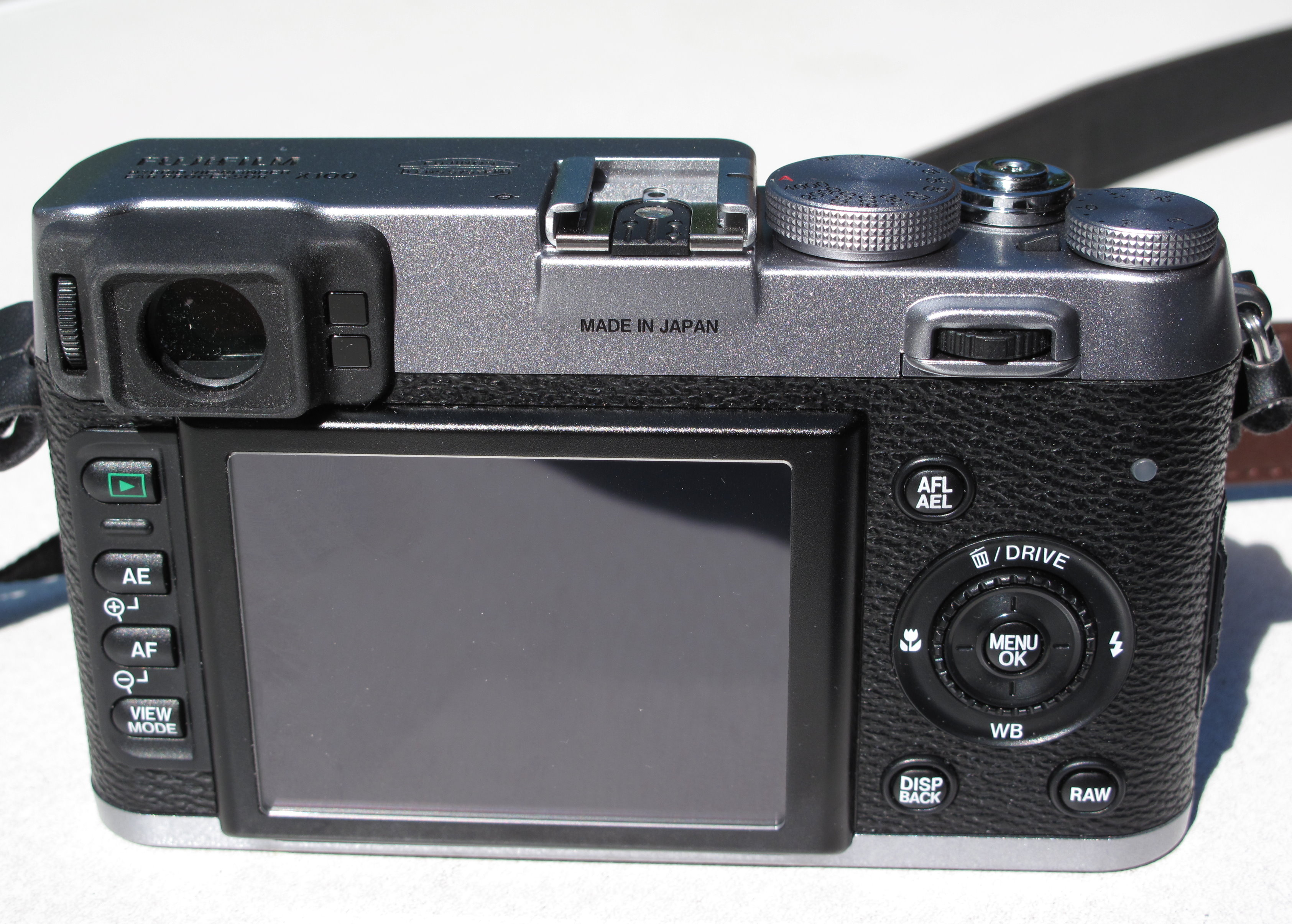
Display e mirino oculare della compatta
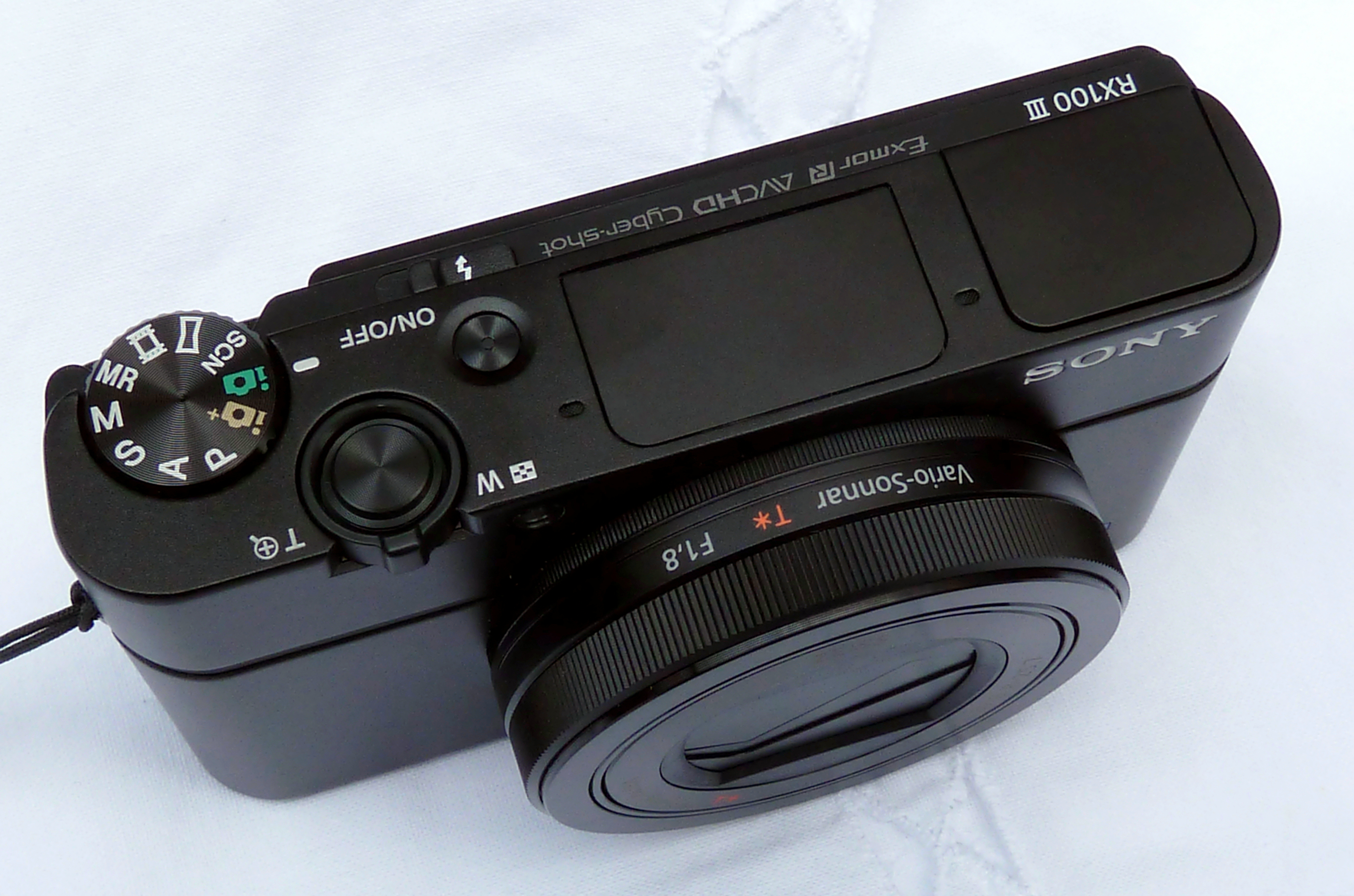
Compatta